# Степанець Андрій Миколайович
Андрі́й Микола́йович Степане́ць — солдат Збройних сил України.

## Життєпис
1994 року закінчив Сумську ЗОШ № 4, вступив до Сумського артилерійського училища, навчання в якому полишив на 3-му курсі. Закінчив Сумський машинобудівний технікум, спеціальність «програмування верстатів з ЧПУ», запросили до Сумського політехнічного університету на факультет технології машинобудування. Після закінчення навчання працював на Сумському виробничому об'єднанні ім. Фрунзе, дійшов до заступника начальника відділу ВНК. Працював головним метрологом, начальником відділу метрології та стандартизації на ДП «Завод обважнених бурильних та ведучих труб».
Мобілізований в кінці серпня 2014-го, командир гармати, 79-та окрема аеромобільна бригада. З 23 вересня артилерійська батарея розташовувалася під село Орловка Ясинуватського району, здійснював прицільні обстріли ворожих позицій.
Вночі з 23 на 24 листопада 2014-го загинув під час артилерійського обстрілу терористами із 152-мм зброї біля села Тоненьке — снаряд влучив у бліндаж, крім Андрія, там були ще четверо вояків.
Без Андрія залишились батьки, дружина Надія, 4-річний син.
Поховані 27 листопада 2014-го в місті Суми на Центральному кладовищі, Алея поховань Почесних громадян.

## Нагороди
За особисту мужність, сумлінне та бездоганне служіння Українському народові, зразкове виконання військового обов'язку відзначений — нагороджений
- 15 вересня 2015 року — орденом «За мужність» III ступеня (посмертно)
- нагрудним знаком «За оборону Донецького аеропорту» (посмертно)
- Почесний громадянин міста Суми (посмертно)